# Cold Zero: The Last Stand
Cold Zero: The Last Stand (на русском языке издавалась под названием «Cold Zero: Финальный отсчёт») — компьютерная игра смешанной жанровой принадлежности, разработанная компанией Drago Entertainment и выпущенная JoWooD Productions в 2003 году для платформы Windows. В России локализатором и издателем выступила компания Руссобит-М.
В ходе работы над игрой намерения разработчиков претерпели ряд изменений, что сказывалось также и на её жанровой принадлежности. Изначально проект был задуман в качестве action-игры, затем приобрел stealth-аспекты, а впоследствии характеризовался тактическими и ролевыми элементами.

## Игровой процесс
Персонаж характеризуется четырьмя основными умениями (сила, стрельба, скрытность и техника), а также пятью вспомогательными, которые ассоциируются со способностью владеть различными видами вооружения и вести рукопашный бой. Выполнение определенных задач повышает показатель опыта персонажа; при достижении им отметки в 500 пунктов игрок вознаграждается очками характеристик, которые могут быть использованы для развития тех или иных умений. Максимальное значение каждого навыка составляет 10; сумма очков характеристик, необходимых для его увеличения, соответствует достигнутому персонажем уровню.
Сила персонажа влияет на переносимый им вес, а также на выносливость и сопротивляемость повреждениям. Навык стрельбы оказывает воздействие на точность попадания при ведении огня. Скрытность позволяет персонажу перемещаться по карте, не привлекая внимания противников, а также эффективно атаковать из засады. Техника соответствует ремонтным навыкам, способности к взлому, а также умению обращаться с теми или иными сложными устройствами в целом.
Арсенал боевых средств, доступных персонажу, довольно разнообразен и подразделяется на пять типов в соответствии с вышеупомянутыми вспомогательными навыками: оружие ближнего боя, пистолеты, пистолеты-пулеметы, дробовики и винтовки. Общее количество наименований вооружения превышает 100 единиц. Каждое оружие снаряжается определенным типом боеприпасов; кроме того, технический навык позволяет персонажу вносить усовершенствования в вооружение путём установки специальных устройств (оптических прицелов, расширенных магазинов и т. п.). Единица вооружения характеризуется наносимым уроном, дальнобойностью, точностью, степенью летальности, а также весом, объемом магазина и уровнем шумности.
Также в инвентаре персонажа может размещаться дополнительная амуниция: аптечки различной степени эффективности, камуфляжные и защитные костюмы, бронежилеты, а также гранаты.
Согласно замыслу разработчиков, в рамках миссии игрок вправе действовать любым угодным ему образом, начиная от полного уничтожения всех противников и заканчивая абсолютно бескровным сценарием. Тем не менее, аккуратность и отказ от насилия негласно поощряются: нелетальное выведение противника из строя вознаграждается существенно большим количеством очков опыта, нежели его ликвидация. В ходе выполнения задач игрок может прибегать как к тактическому планированию, так и к бесхитростным прямым атакам.

## Сюжет
Протагонист Джон Маккэффри является отставным бойцом отряда специального назначения. Покинув органы правопорядка, главный герой принимает решение заниматься частным сыском, однако ряд последующих финансовых и деловых неудач вынуждает его принять участие в деятельности мафиозной группировки. Дальнейшие события представлены в виде шестнадцати миссий, местом действия которых являются разнообразные государства земного шара — «почти кругосветное путешествие». Конечной целью протагониста является обнаружение и уничтожение производственных мощностей для изготовления особо опасного наркотического средства Cold Zero.

## Рецензии
| Сводный рейтинг       | Сводный рейтинг     |
| Агрегатор             | Оценка              |
| --------------------- | ------------------- |
| Metacritic            | 62/100 (12 обзоров) |
| Русскоязычные издания |                     |
| Издание               | Оценка              |
| Absolute Games        | 80 %                |
| PlayGround.ru         | [ 3 ]               |
| «Игромания»           | [ 4 ]               |
| «ЛКИ»                 | [ 2 ]               |
| GameGuru.ru           | 60 %                |

Игра была охарактеризована преимущественно положительно. Обозреватели позитивно отзывались о стиле и динамичности игры, тактических и квестовых аспектах, а также о музыкальном сопровождении. Критика была направлена преимущественно в адрес графического исполнения, степени удобства обзора с помощью камеры, а также искусственного интеллекта противников.